# یوکوسوکا ایی۱۴وای
یوکوسوکا ایی۱۴وای (به انگلیسی: Yokosuka_E14Y) یک هواگرد از نوع زیردریایی عملیات شناسایی هواپیمای آب‌نشین ساخت شرکت Yokosuka Naval Air Technical Arsenal است. هواگرد یوکوسوکا ایی۱۴وای نخستین پروازش را در ۱۹۳۹ میلادی انجام داد. این هواگرد در سال ۱۹۴۱ میلادی رسماً معرفی گردید. در مجموع، تعداد ۱۲۶ فروند از این هواگرد ساخته شده‌است.